# Tretten minutter over fire
Tretten minutter over fire (en: The Clocks) er en Agatha Christie-krimi fra 1963. Den udkom på dansk i 1964. Hercule Poirot optræder først i kapitel 14 (af 29), hvor han bliver opsøgt af Colin Lamb, som er gået i stå i forsøget på at opklare et mystisk drab.

## Plot
Tretten minutter over fire er dels fortalt af tredje person, dels af Colin Lamb, hvis far er en af Poirots gamle venner. Dette fortællerkneb bruger Christie til at præsentere de vigtigste spor fra forskellige synsvinkler, så kriminalgåden bliver vanskeligere at løse.
En del af gåden er, at fire ure på et gerningssted alle er gået i stå præcis tretten minutter over fire. Ideen er original, men opklaringen giver ingen præcis forklaring på dette mysterium. 
Poirot studerer under opklaringen både virkelige og fiktive kriminalforfattere, og hans kommentarer til bl.a. Arthur Conan Doyle er formentlig identisk med Christies personlige opfattelse af sine konkurrenter. Et manuskript af en af de fiktive forfattere medvirker til, at Poirot løser gåden.

## Anmeldelser
Bogen anses for en af de bedste af de sene Christie-romaner 

## Bearbejdning
The Clocks er en episode i tv-serien Agatha Christie's Poirot med David Suchet som Poirot. Den blev sendt som episode 1 i sæson 12 med 1. transmission i Storbritannien 30. december 2009. TV-versionen har flyttet handlingen fra 1960'erne til 1938, men er ellers meget tro mod det originale manuskript, og den udnytter langt bedre end bogen mysteriet med urene. Episoden blev vist på DR1 den 7. januar 2012.

## Danske Udgaver
- Carit Andersen; 1964.
- Forum (Agatha Christie nr.58); 1971
- Wøldike 1982.
- Aschehoug; 2.udgave 2007. Ny titel: "Viseren peger på mord"